# Coachella – Woodstock in My Mind
«Coachella – Woodstock in My Mind» es una canción de trap escrita por los compositores estadounidenses Lana Del Rey y Rick Nowels. La canción fue grabada por Del Rey y forma parte de su quinto álbum de estudio, Lust for Life. Fue lanzada el 15 de mayo de 2017 como un sencillo promocional del álbum.
Del Rey escribió la canción después de asistir al Festival de Música de Coachella en abril de 2017. La canción surgió de la culpa que sentía por disfrutar del festival en un momento de tensión entre Estados Unidos y Corea del Norte, que comenzó en 2017.

## Antecedentes y escritura
La canción fue anunciada por primera vez en el servicio de streaming árabe Anghami el 13 de mayo de 2017. Posteriormente, fue lanzada como sencillo promocional de Lust for Life el 15 de mayo de 2017.
Del Rey escribió la canción y publicó un video en Instagram donde cantaba un breve fragmento de ella el 17 de abril de 2017. Grabó el video después de asistir al Festival de Música y Artes de Coachella en Indio, California, en 2017, y añadió una descripción al video diciendo:

No voy a mentir: tuve sentimientos encontrados acerca de pasar el fin de semana bailando mientras aumentaban las tensiones con Corea del Norte. Encuentro que es un equilibrio delicado entre estar vigilante y observador de todo lo que sucede en el mundo y también tener suficiente espacio y tiempo para apreciar la buena tierra de Dios como se supone que debe ser apreciada. De camino a casa, me sentí impulsada a visitar un antiguo lugar favorito mío en el borde de la carretera del mundo, donde me tomé un momento para sentarme junto a la arboleda de secuoyas y escribir una pequeña canción. Solo quería compartir esto con la esperanza de que la esperanza y la oración de una persona por la paz puedan contribuir a la posibilidad de lograrla a largo plazo. Espero que todos tengan un buen día, con amor desde California.

## Composición
«Coachella – Woodstock in My Mind» ha sido descrita por The Guardian como una «canción de trap sedada». Es una balada que Exclaim! ha calificado como «una versión electrónica del clásico estilo de balada de Lana». El coro de la canción es un «guiño lírico» a «Stairway to Heaven» de Led Zeppelin.

## Gráficos
| Listas (2017)                                      | Mejor posición |
| -------------------------------------------------- | -------------- |
| Francia (SNEP)                                     | 82             |
| Escocia (Scottish Singles Sales Chart)             | 84             |
| Estados Unidos Rock Digital Song Sales (Billboard) | 14             |